# Arne Mattsson
Pour les articles homonymes, voir Mattsson.
Arne Mattsson est un réalisateur suédois, né le 2 décembre 1919 à Uppsala et mort le 28 juin 1995.

## Biographie
Arne Mattsson est tout d'abord l'assistant de Per Lindberg et auteur de quelques documentaires. Il dirige son premier long métrage en 1944, une enquête plus ou moins sociologique ayant une trame romanesque. À partir de 1945 il s'essaye au registre de la comédie, puis au policier à partir de 1947.

## Filmographie

### Comme réalisateur
- 1944 : … och alla dessa kvinnor (sv)
- 1945 : I som här inträden (sv)
- 1945 : Maria (sv) (Maria på Kvarngården)
- 1946 : Neiges sanglantes (sv) (Rötägg)
- 1946 : Peggy på vift (sv)
- 1947 : Un invité va venir (Det kom en gäst)
- 1947 : Pappa sökes (sv)
- 1947 : Rallare (sv)
- 1949 : Farlig vår (sv)
- 1949 : Kvinna i vitt (sv)
- 1950 : När kärleken kom till byn (sv)
- 1950 : Kyssen på kryssen (sv)
- 1950 : Kastrullresan (sv)
- 1951 : Bärande hav (sv)
- 1951 : Elle n'a dansé qu'un seul été (Hon dansade en sommar)
- 1952 : Hård klang (sv)
- 1952 : Pour les ardentes amours de ma jeunesse (För min heta ungdoms skull)
- 1953 : Le Pain de l'amour (Kärlekens bröd)
- 1954 : Förtrollad vandring (sv)
- 1954 : Storm över Tjurö (sv)
- 1954 : Salka Valka (sv)
- 1955 : Männen i mörker (sv)
- 1955 : Hemsöborna (sv)
- 1956 : Litet bo (sv)
- 1956 : Flickan i frack (sv)
- 1957 : Ingen morgondag (sv)
- 1957 : Le Printemps de la vie (sv) (Livets vår)
- 1958 : Damen i svart ("La Femme vêtue de noir" ou "La Dame en noir")
- 1958 : Körkarlen
- 1958 : Le Mannequin en rouge (Mannekäng i rött)
- 1959 : Fête foraine (sv) (Det kom två män)
- 1959 : Får jag låna din fru? (sv)
- 1959 : Le Cavalier bleu (sv) (Ryttare i blått)
- 1960 : Helga et les pêcheurs (sv) (Sommar och syndare)
- 1960 : Quand la nuit tombe (sv) (När mörkret faller)
- 1961 : Ljuvlig är sommarnatten (sv)
- 1962 : Biljett till paradiset (sv)
- 1962 : Vita frun (sv)
- 1962 : Vaxdockan
- 1963 : Oui, il a été mon amant (sv) (Det är hos mig han har varit)
- 1963 : Den gula bilen (sv)
- 1964 : Blåjackor (sv)
- 1965 : Här kommer bärsärkarna
- 1965 : Moi, un corps (sv) (Morianerna)
- 1965 : Cauchemar (sv) (Nattmara)
- 1966 : Le Meurtre d'Yngsjö (Yngsjömordet)
- 1967 : Mördaren – en helt vanlig person (sv)
- 1967 : Le Cercle vicieux (sv) (Den onda cirkeln)
- 1968 : Je veux savoir (sv) (Bamse)
- 1970 : Anne et Ève (sv) (Ann och Eve – de erotiska)
- 1973 : Ils avaient les mains sales (sv) (Smutsiga fingrar)
- 1978 : Mannen i skuggan (sv)
- 1979 : Sometime, Somewhere...
- 1985 : Mask of Murder (sv)
- 1987 : The Girl (en)
- 1988 : Sleep Well, My Love (alias Destroying Angel)
- 1989 : The Mad Bunch (sv)
- 1989 : The Hired Gun

### Comme scénariste
- 1943 : I brist på bevis (sv) de Ragnar Frisk (sv)
- 1944 : Räkna de lyckliga stunderna blott (sv) de Rune Carlsten